# Johannes Weber (Maler, 1846)
Johannes Weber (geboren 3. Mai 1846 in Netstal im Kanton Glarus; gestorben 25. September 1912 in Castagnola bei Lugano) war ein Schweizer Zeichner, Maler, Holzstecher und Illustrator.

## Leben und Werk

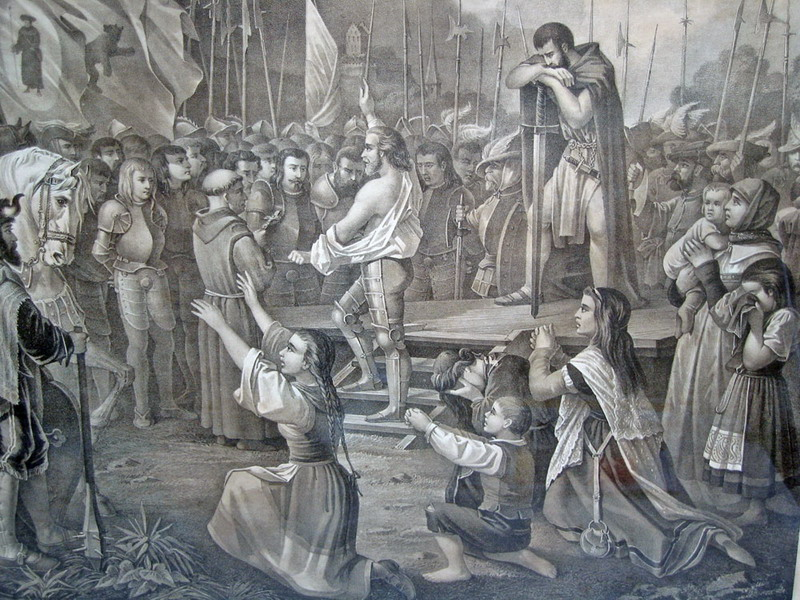
Hinrichtung nach dem Mord von Greifensee;
Lithografie von Weber, um 1900

Nach autodidaktischen Studien im Zeichnen und Malen durchlief Weber in Zürich eine Lehre zum Holzstecher bei Johann Rudolf Müller in der Firma Orell Füssli & Cie., in der er später die Leitung des xylographischen Ateliers übernahm. Er erarbeitete unter anderem Zeichnungen und Illustrationen für die vom firmeneigenen Verlag herausgegebene Serie Europäische Wanderbilder. Zudem schuf er verschiedene, auf Ausstellungen gezeigte und verschiedentlich prämierte Aquarelle.
Zu Beginn des 20. Jahrhunderts lebte Weber in Castagnola, wo er 1912 starb.